# 신천초등학교 (울산)
신천초등학교는 대한민국 울산광역시 북구에 있는 초등학교다.

## 학교 연혁
- 2004.12.28. 신천농립학교로 설립인가(10학급)
- 2005.03.01. 신천초등학교로 개교(33학급 편성)
- 2006.03.05 제1회 입학식(입학식 총 2,659명)
- 2007.12.24. 학교혁신종합평가 우수학교 선정(부총리 겸 교육부장관 표창)
- 2007.03.01. 울산광역시 지정 논술교육시범학교 운영(2년)
- 2010.03.01. 울산광역시교육청 지정 방과후 시범학교 운영
- 2010.12.28. 학교평가 우수학교 선정(울산광역시교육감 표창)
- 2012.03.01. 제3대 한강희 교장 취임
- 2013.09.01. 울산광역시 지정 지속가능발전교육(ESD) 선도학교 운영(6개월)
- 2013.12.17. 청렴최우수기관 표창
- 2014.02.20. 제9회 졸업식 (졸업생 총1,522명)
- 2014.03.01. 29학급으로 편성
- 2014.03.01. 울산광역시 지정 지속가능발전교육(ESD) 시범학교 지정
- 2016.02 25 제11회 졸업식(졸업생 총 1,650)
- 2019.02.21 제14회 졸업식(졸업생 총 3,356)